# Natalija Estemirova
Natalija Husainovna Estemirova (rusko Наталья Хусаиновна Эстемирова), ruska borka za človekove pravice, * 28. februar 1958, Kamišlov, Sverdlovska oblast, Sovjetska zveza, † 15. julij 2009, Gazi-Jurt, Republika Ingušetija, Rusija.
Estemirova, hči ruske matere in čečenskega očeta, je diplomirala iz pedagogike na državni univerzi v Grozniju in do leta 1998 poučevala zgodovino na tamkajšnjih šolah. Leta 1991 je postala dopisnica za lokalna časopisa Golos in Groznenski rabočij. V času, ko je bila zaposlena na groznijski televiziji, je posnela trinajst kratkih dokumentarnih filmov o žrtvah ruskih kaznovalnih praks. Po izbruhu druge čečenske vojne leta 1999 je zbirala dokaze o kršitvah človekovih pravic. Leta 2000 je postala predstavnica organizacije za človekove pravice Memorial v Čečeniji. Redno je sodelovala z neodvisnim moskovskim časopisom Nova gazeta in s kavkaškim novičarskim spletnim mestom Kavkazski uzel.
Leta 2004 je v imenu Memoriala sprejela nagrado Right Livelihood Award. Oktobra 2007 je bila prejemnica prve nagrade Ane Politkovske, ki jo organizacija Reach All Women in War podeljuje borkam za človekove pravice, ki delujejo na vojnih in konfliktnih območjih. Sodelovala je s preiskovalno novinarko Ano Politkovsko in z odvetnikom za človekove pravice Stanislavom Markelovom, ki sta bila leta 2006 in 2009 prav tako umorjena.
15. julija 2009 zjutraj so Estemirovo ugrabili izpred njenega doma v Grozniju. Po besedah Tanje Lokšine iz moskovskega Human Rights Watch sta dve priči videli, kako so jo v njeni domači ulici potisnili v bel avtomobil znamke VAZ, medtem ko je kričala, da jo ugrabljajo. V tem času je Estemirova delala na »izjemno občutljivih« primerih zlorabe človekovih pravic. Po besedah Vladimirja Markina, tiskovnega predstavnika preiskovalnega odbora ruskega generalnega tožilstva, so istega popoldneva v goščavju okoli 100 metrov od ceste v bližini vasi Gazi-Jurt v Ingušetiji našli žensko truplo s strelnimi ranami v glavi in prsih, v njeni torbici pa predmete, ki so pripadali Estemirovi.
Predsednik Rusije Dmitrij Medvedjev je ob umoru izrazil »ogorčenje« in naročil najobsežnejšo preiskavo. Izjavil je, da je »očitno«, da je bil umor povezan z njenim delom. Organizacija Memorial je za umor okrivila »državni teror« in ga označila za »izvensodno usmrtitev« s podporo vlade. Predsednik Memoriala Oleg Orlov je izjavil, da je predsednik Čečenije Ramzan Kadirov malo pred ugrabitvijo grozil Nataliji, Medvedjev pa da dopušča, da ruskemu federalnemu subjektu predseduje morilec. Kadirov je zanikal vse obtožbe in obsodil morilce, v poznejših izjavah pa je za umor krivil posameznike, ki naj bi z njim poskušali očrniti čečenski sistem. Pretresenost ob umoru in pozive k temeljiti preiskavi so izrazili tudi generalni sekretar Združenih narodov Ban Ki-mun, Evropska unija, nemška kanclerka Angela Merkel in drugi politiki ter organizacije. Leta 2013 je nevladna organizacija Civil Rights Defenders po Estemirovi poimenovala »Projekt Natalija«, alarmni sistem za borce za človekove pravice v smrtni nevarnosti.
Uradna preiskava je ugotovila, da je morilec Estemirove Alhazur Bašajev, pripadnik prepovedane oborožene skupine iz čečenske vasi Šalaži, ki naj bi bil ubit v specialni operaciji novembra 2009. Časopis Nova gazeta, organizacija Memorial in Mednarodna organizacija za človekove pravice (FIDH) so izvedli lastno preiskavo in poročali, da dokazi za to niso trdni in da je bila zgodba o Bašajevu izmišljena, da bi prikrila resnične morilce.